# Richard Margison
Richard Charles Margison (Victoria, Columbia Británica, 15 de julio de 1953) es un tenor de ópera canadiense. Se encuentra entre los tenores más aclamados en la actualidad y es uno de los cantantes de ópera más famosos en Canadá.
Recientemente ha representado la obra I Pagliacci en el Teatro Real de Madrid. Fue nombrado oficial de la Orden de Canadá, la condecoración civil más importante de ese país, en 2001.